# 病毒浩劫
《病毒浩劫》（英語：The Hot Zone）是美国的連續劇，是國家地理頻道與21世紀福斯電視工作室自製劇。第一、二季全部12集在流媒体網站Disney+首播。
第一季由六集组成，于2019年5月27日至5月29日播出，打算作为一部迷你剧。该剧主要以1989年为背景，讲述了美国陆军科学家南希-贾克斯面对可能致命的埃博拉病毒爆发的可能性。贾克斯是一名兽医病理学家，当埃博拉病毒出现在华盛顿特区郊区的灵长类动物检疫机构的猴子身上时，她首先发现了这种病毒。
第二季由六集组成，于2021年11月28日至11月30日播出。

## 外部連結
- 官方网站
- 互联网电影数据库（IMDb）上《病毒浩劫》的资料（英文）